# Rhynchopsitta
Genre
Le genre Rhynchopsitta comprend deux espèces appartenant à la famille des Psittacidae.

## Liste des espèces
D'après la classification de référence (version 2.2, 2009) du Congrès ornithologique international (ordre phylogénique) :
- Rhynchopsitta pachyrhyncha – Conure à gros bec
- Rhynchopsitta terrisi – Conure à front brun